# 1853
1853 (MDCCCLIII) fue un año común comenzado en sábado según el calendario gregoriano.

## Acontecimientos

### Enero
- 6 de enero: Juan Bautista Ceballos asume la presidencia de México como su vigésimo presidente.

### Febrero
- 8 de febrero: Manuel María Lombardini asume la presidencia de México como su vigesimoprimer presidente.
- 12 de febrero: Fundación de la ciudad de Puerto Montt.

### Marzo
- 4 de marzo: El demócrata Franklin Pierce toma posesión como Presidente de Estados Unidos.

### Abril
- 20 de abril: En México el general Antonio López de Santa Anna asume la presidencia por decimoprimera y última vez.
- 22 de abril: en la ciudad iraní de Shiraz se registra un fuerte terremoto que deja un saldo de 9.000 muertos.

### Mayo
- 1 de mayo: Sanción de la Constitución de la Nación Argentina.
- 21 de mayo: Promulgación de la Constitución neogranadina de 1853

### Julio
- 13 de julio: finaliza el sitio de Buenos Aires.
- 18 de julio: En Montevideo se produce el levantamiento Colorado contra el presidente Juan Francisco Giró, al mando de Melchor Pacheco y Obes, lo que obliga al presidente a renunciar el 25 de septiembre.

### Noviembre
- 3 de noviembre: William Walker y un grupo de filibusteros invade Baja California y declara su independencia.
- 16 de noviembre: fundación de San Gregorio de Polanco

### Diciembre
- 30 de diciembre: México vende la  Mesilla a los Estados Unidos.

### Fechas desconocidas
- Charles Frédéric Gerhardt sintetiza por primera vez la aspirina
- Tratado comercial Japón - Estados Unidos.
- Emisión de los primeros sellos postales chilenos.
- Comienza la Guerra de Crimea.
- Se crea en Suiza la firma relojera Tissot

## Música
- Marzo - Giuseppe Verdi estrena La traviata en Venecia, con escaso éxito.

## Ciencia y tecnología
- Ignacy Łukasiewicz, inventa la lámpara de queroseno
- Gervais y Deville describen por primera vez el tucuxi (Sotalia fluviatilis)

## Nacimientos

### Enero
- 18 de enero: Juan Bautista Quirós Segura, político de Costa Rica (f. 1934)
- 28 de enero: José Martí, líder del movimiento de independencia de Cuba (f. 1895)

### Marzo
- 26 de marzo: Juan Azzarini, escultor italouruguayo (f. 1924)
- 30 de marzo: Vincent van Gogh, pintor neerlandés (f. 1890)

### Mayo
- 2 de mayo: Antonio Maura, estadista español, cinco veces presidente del Gobierno (f. 1925)

### Junio
- 17 de junio: Martin Krause, pianista y compositor alemán (f.1918).

### Julio
- 5 de julio: Cecil Rhodes, empresario británico, fundador del estado de Rodesia (f. 1902)
- 18 de julio: Hendrik Antoon Lorentz, físico y matemático neerlandés, Premio Nobel de Física en 1902 (f. 1928)
- 27 de julio: Clementina Black, escritora, feminista y sindicalista británica (f. 1922)

### Agosto
- 28 de agosto: Leoncio Prado Gutiérrez, alférez de fragata peruano.
  - Franz I, príncipe de Liechtenstein.

### Septiembre
- 2 de septiembre: Wilhelm Ostwald, químico y filósofo alemán, premio Nobel de Química en 1909 (f. 1932)
- 16 de septiembre: Albrecht Kossel, médico alemán, premio Nobel de Medicina en 1910 (f. 1927)
- 21 de septiembre: Heike Kamerlingh Onnes, físico neerlandés, premio Nobel de Física en 1913 (f. 1926)
- 30 de septiembre: André Messager, compositor francés (f. 1929)

### Noviembre
- 1 de noviembre: José Santos Zelaya, Presidente de Nicaragua (f. 1919)

### Diciembre
- 8 de diciembre: Emilio Mitre, hijo de Bartolomé Mitre periodista e ingeniero argentino (f. 1909).
- 14 de diciembre: Salvador Díaz Mirón, poeta mexicano (f. 1928)
- 22 de diciembre: Teresa Carreño, pianista y compositora venezolana (f. 1917)

## Fallecimientos

### Febrero
- 20 de febrero: José Ramón Rodil y Campillo, militar español (n. 1789)

### Marzo
- 17 de marzo: Christian Andreas Doppler, matemático y físico austriaco (n. 1803)

### Mayo
- 3 de mayo: Juan Donoso Cortés, filósofo, político y diplomático español (n. 1809)

### Junio
- 29 de junio: Adrien-Henri de Jussieu, botánico y médico francés (n. 1797)

### Septiembre
- 3 de septiembre: Augustin Saint-Hilaire, botánico y viajero francés (n. 1799).
- 17 de septiembre: Laureano Pineda, político nicaragüense, director supremo en dos oportunidades (n. 1802).

### Octubre
- 13 de octubre: Luis López Ballesteros, militar y político español (n. 1782)
- 22 de octubre: Juan Antonio Lavalleja, militar y político uruguayo. (n. 1784).

### Noviembre
- 3 de noviembre: Juan Álvarez Mendizábal, político español (n. 1790)